# Dziewiąta edycja Seiyū Awards
Dziewiąta edycja Seiyū Awards – ceremonia wręczenia nagród japońskim aktorom głosowym, która odbyła się w dniu 6 marca 2015 roku w Tokio.

## Lista zwycięzców
| Najlepszy aktor pierwszoplanowy                                |                    |                      |                      |
| Zwycięzcy                                                      | Zwycięzcy          | Agencja              | Agencja              |
| Daisuke Ono                                                    | Daisuke Ono        | Mausu Promotion      | Mausu Promotion      |
| Najlepsza aktorka pierwszoplanowa                              |                    |                      |                      |
| Sayaka Kanda                                                   | Sayaka Kanda       | Fantic               | Fantic               |
| Najlepsi aktorzy ról drugoplanowych                            |                    |                      |                      |
| Katsuyuki Konishi                                              | Katsuyuki Konishi  | Ken Production       | Ken Production       |
| Toshiyuki Morikawa                                             | Toshiyuki Morikawa | Axl-One              | Axl-One              |
| Najlepsze aktorki ról drugoplanowych                           |                    |                      |                      |
| Miyuki Sawashiro                                               | Miyuki Sawashiro   | Mausu Promotion      | Mausu Promotion      |
| Kana Hanazawa                                                  | Kana Hanazawa      | Office Osawa         | Office Osawa         |
| Najlepsze objawienie wśród aktorów                             |                    |                      |                      |
| Ryōta Ōsaka                                                    | Ryōta Ōsaka        | EARLY WING           | EARLY WING           |
| Sōma Saitō                                                     | Sōma Saitō         | 81 Produce           | 81 Produce           |
| Natsuki Hanae                                                  | Natsuki Hanae      | Across Entertainment | Across Entertainment |
| Najlepsze objawienie wśród aktorek                             |                    |                      |                      |
| Sora Amamiya                                                   | Sora Amamiya       | Music Ray'n          | Music Ray'n          |
| Reina Ueda                                                     | Reina Ueda         | 81 Produce           | 81 Produce           |
| Aya Suzaki                                                     | Aya Suzaki         | I’m Enterprise       | I’m Enterprise       |
| Najlepsza Osobowość                                            |                    |                      |                      |
| Zwycięzca                                                      | Agencja            | Program radiowy      | Stacja radiowa       |
| Daisuke Ono                                                    | Mausu Promotion    | Dear Girl Stories    | JOQR                 |
| Hiroshi Kamiya                                                 | Aoni Production    | Dear Girl Stories    | JOQR                 |
| Najlepszy występ muzyczny                                      |                    |                      |                      |
| Zwycięzca                                                      | Zwycięzca          | Wytwórnia płytowa    | Wytwórnia płytowa    |
| μ's                                                            | μ's                | Lantis               | Lantis               |
| Nagroda za osiągnięcia artystyczne                             |                    |                      |                      |
| Hiroshi Ōtake                                                  | Hiroshi Ōtake      | 81 Produce           | 81 Produce           |
| Fuyumi Shiraishi                                               | Fuyumi Shiraishi   | Ken Production       | Ken Production       |
| Nagroda Synergy                                                |                    |                      |                      |
| Yo-kai Watch, Haruka Tomatsu, Tomokazu Seki                    |                    |                      |                      |
| Nagroda Kei Tomiyama                                           |                    |                      |                      |
| Akio Ōtsuka                                                    | Akio Ōtsuka        | Mausu Promotion      | Mausu Promotion      |
| Nagroda Kids Family                                            |                    |                      |                      |
| Etsuko Kozakura                                                | Etsuko Kozakura    | Little Portal        | Little Portal        |
| Nagroda Kazue Takahashi                                        |                    |                      |                      |
| Gara Takashima                                                 | Gara Takashima     | Haikyō               | Haikyō               |
| Nagroda za największą ilość głosów                             |                    |                      |                      |
| Hiroshi Kamiya                                                 | Hiroshi Kamiya     | Aoni Production      | Aoni Production      |
| Specjalna Nagroda                                              |                    |                      |                      |
| Wake Up, Girls! (Mayu Yoshioka, Minami Tanaka, Yoshino Aoyama) |                    |                      |                      |